# El Pla de la Font
El Pla de la Font es un pequeño pueblo español de la provincia de Lérida, en la comarca del Segriá y a 27 km de la capital provincial en dirección a la provincia de Huesca. Tiene 347 habitantes censados y la población se dedica en su mayoría a la agricultura y ganadería. Fue diseñado por el arquitecto zaragozano José Borobio en 1956.

Administrativamente se constituyó en 1991 como "Entitat Municipal Descentralitzada", es decir como una Entidad Local Menor, dependiente del municipio de Gimenells i el Pla de la Font, que también se constituyó como municipio independiente por segregación del municipio de Alpicat en la misma fecha.
Su término abarca 2400 hectáreas, en su mayoría de cultivo de regadío. Los cultivos más habituales son alfalfa, maíz y trigo y aunque también hay frutales (cerezas, pera, manzana melocotón y nectarina) no es el cultivo más extenso.
El origen del pueblo, está en la política de colonización agrícola de la dictadura franquista, y en él se ubicaron colonos procedentes de otras zonas de la geografía española, bien por ser expropiados de terrenos inundados por pantanos de nueva creación, bien por repoblaciones forestales, y las parcelas sobrantes se adjudicaban a quienes las solicitaban. El régimen, vendía una porción de terreno (entre 7 y 20 hectáreas) al colono, que debía estar casado y le adjudicaba una vivienda, en el núcleo de nueva creación, que debía pagar durante 30 años con el producto de las cosechas o de su trabajo. Bajo esta misma política, se crearon con anterioridad los pueblos vecinos de Suchs y Gimenells y posteriormente el de Vencillón, este último en la provincia de Huesca. Todos ellos ocupan terrenos expropiados a terratenientes, o pertenecientes a fincas manifiestamente mejorables, como consecuencia de los planes de desarrollo económico y nuevos regadíos. Además de las viviendas el Instituto de Colonización construía los edificios comunes, como cooperativa, iglesia, escuelas, ayuntamiento etc. y las infraestructuras básicas de caminos y carreteras, y las zonas no adjudicadas fueron objeto de repoblación forestal con pinos.